# Сережкоглазки
Сережкоглазки (лат. Platysteiridae) — семейство небольших воробьинообразных птиц. Птицы длиной 8—16 см, живут в лесах и саваннах тропической Африки.

## Классификация
Международный союз орнитологов относит к семейству 3 рода и 33 вида:
- Род Batis F. Boie, 1833 — Батисы[3]
  - Batis capensis (Linnaeus, 1766) — Капский батис[3]
  - Batis crypta Fjeldså, Bowie & Kiure, 2006
  - Batis dimorpha (Shelley, 1893)
  - Batis diops Jackson, 1905 — Рувензорский батис[3]
  - Batis erlangeri Neumann, 1907
  - Batis fratrum (Shelley, 1900) — Намибийский батис[3]
  - Batis ituriensis Chapin, 1921
  - Batis margaritae Boulton, 1934 — Батис Маргариты[3]
  - Batis minima (Verreaux & Verreaux, 1855) — Габунский батис[3]
  - Batis minor Erlanger, 1901 — Конголезский батис[3]
  - Batis minulla (Barboza du Bocage, 1874) — Ангольский батис[3]
  - Batis mixta (Shelley, 1889) — Короткохвостый батис[3]
  - Batis molitor (Küster, 1836) — Белобокий батис[3]
  - Batis occulta Lawson, 1984
  - Batis orientalis (Heuglin, 1870) — Сероголовый батис[3]
  - Batis perkeo Neumann, 1907 — Карликовый батис[3]
  - Batis poensis Alexander, 1903 — Островной батис[3]
  - Batis pririt (Vieillot, 1818) — Скромный батис[3]
  - Batis reichenowi Grote, 1911
  - Batis senegalensis (Linnaeus, 1766) — Сенегальский батис[3]
  - Batis soror Reichenow, 1903
- Род Lanioturdus Waterhouse, 1838 — Дроздовые сорокопуты
  - Lanioturdus torquatus Waterhouse, 1838 — Дроздовый сорокопут
- Род Platysteira Jardine & Selby, 1830 — Серёжчатые мухоловки[4]
  - Platysteira albifrons Sharpe, 1873 — Белолобая серёжчатая мухоловка[4]
  - Platysteira blissetti (Sharpe, 1872) — Краснобородая серёжчатая мухоловка[4]
  - Platysteira castanea Fraser, 1843 — Белопоясничная серёжчатая мухоловка[4]
  - Platysteira chalybea (Reichenow, 1897)
  - Platysteira concreta Hartlaub, 1855 — Желтобрюхая серёжчатая мухоловка[4]
  - Platysteira cyanea (Statius Müller, 1776) — Очковая серёжчатая мухоловка[4]
  - Platysteira hormophora (Reichenow, 1901)
  - Platysteira jamesoni (Sharpe, 1890)
  - Platysteira laticincta Bates, 1926
  - Platysteira peltata Sundevall, 1850 — Черногорлая серёжчатая мухоловка[4]
  - Platysteira tonsa (Bates, 1911) — Белобровая серёжчатая мухоловка[4]